# Paweł Soloch

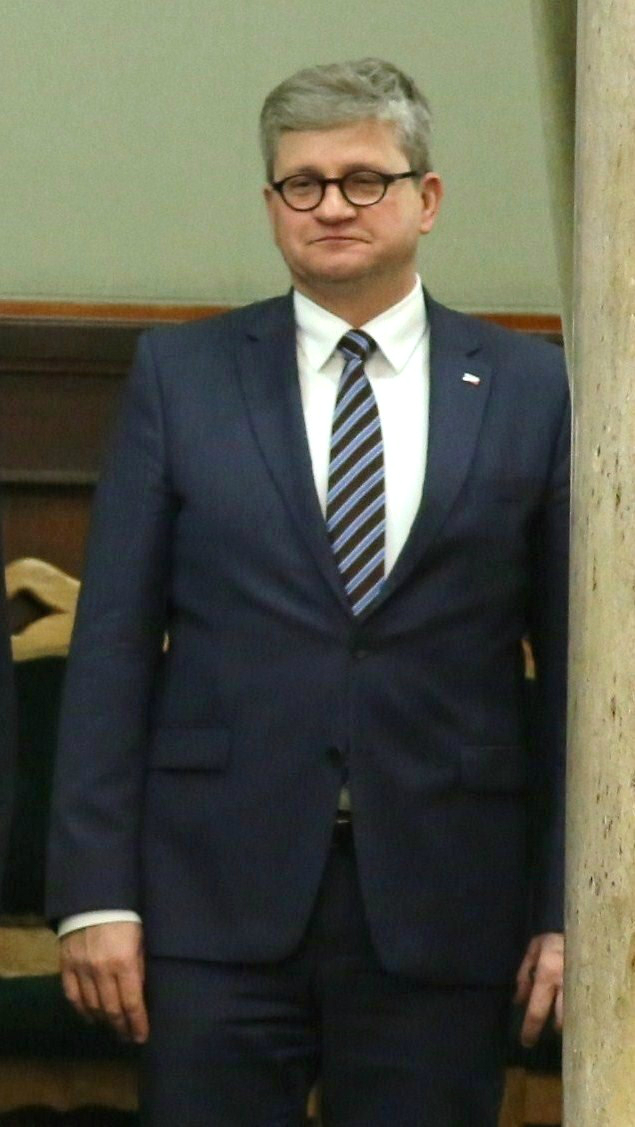
Paweł Soloch (2017)

Paweł Krzysztof Soloch (ur. 3 lutego 1962 w Szczecinie) – polski urzędnik państwowy. W latach 2005–2007 podsekretarz stanu w Ministerstwie Spraw Wewnętrznych i Administracji, w latach 2015–2022 szef Biura Bezpieczeństwa Narodowego, od 2023 ambasador RP w Rumunii.

## Życiorys
Jest absolwentem II Liceum Ogólnokształcącego im. Mieszka I w Szczecinie. Był laureatem VI Olimpiady Historycznej z roku szkolnego 1979/1980. Od 1981 studiował historię na Wydziale Historycznym Uniwersytetu Warszawskiego. Pracę magisterską Rola przyjaźni i kontaktów w życiu politycznym Aten w drugiej połowie V w. p.n.e., napisaną pod kierunkiem Włodzimierza Lengauera, obronił w 1989. Ukończył też studia w instytucie IDHEAP w Lozannie (1990–1991) oraz w École nationale d’administration w Paryżu (1994–1995).
W 1989 pracował w zespole promocji wyborczej Krajowego Biura Wyborczego Komitetu Obywatelskiego „Solidarność”. W 1990 został specjalistą w Fundacji Rozwoju Demokracji Lokalnej. W latach 1992–1998 był pracownikiem Ministerstwa Spraw Zagranicznych i Ministerstwa Obrony Narodowej, a od 1998 do 1999 radcą oraz wicedyrektorem w Departamencie Spraw Obronnych w Kancelarii Prezesa Rady Ministrów. W latach 1999–2001 pełnił obowiązki dyrektora Departamentu Bezpieczeństwa Powszechnego Ministerstwa Spraw Wewnętrznych i Administracji. W latach 2004–2005 główny specjalista oraz doradca w Urzędzie m.st. Warszawy.
W latach 1999–2005 był asystentem w Instytucie Studiów Politycznych Polskiej Akademii Nauk. W latach 2001–2003 był prorektorem ds. studenckich w Wyższej Szkole Dziennikarskiej im. Melchiora Wańkowicza w Warszawie. W 2003 został zastępcą dyrektora studiów europejskich i atlantyckich w Wyższej Szkole Psychologii Społecznej w Warszawie. Od 2010 zatrudniony jako ekspert w Instytucie Sobieskiego. Został też wykładowcą w Krajowej Szkole Administracji Publicznej.
Od listopada 2005 do listopada 2007 był podsekretarzem stanu w Ministerstwie Spraw Wewnętrznych i Administracji, a także szefem Obrony Cywilnej Kraju. W latach 2007–2010 pełnił funkcję doradcy szefa Biura Bezpieczeństwa Narodowego. Wszedł w skład rady programowej kongresu Polska Wielki Projekt. W czerwcu 2013 został powołany do zarządu Instytutu Sobieskiego, a we wrześniu 2014 został jego prezesem. W 2015 wszedł w skład rady tej organizacji.
7 sierpnia 2015 prezydent RP Andrzej Duda powołał go na urząd szefa Biura Bezpieczeństwa Narodowego. W grudniu 2021 powołany w skład Rady ds. Bezpieczeństwa i Obronności działającej w ramach Narodowej Rady Rozwoju. Funkcję szefa BBN pełnił do 10 października 2022, następnie do sierpnia 2025 był społecznym doradcą prezydenta.
W czerwcu 2023 mianowany ambasadorem RP w Rumunii. Misję rozpoczął w sierpniu tego samego roku.

## Odznaczenia i wyróżnienia
Odznaczenia polskie
- 2000 – Brązowy Krzyż Zasługi[17]
- 2019 – Medal Stulecia Utworzenia Policji Państwowej[18]
- 2022 – Krzyż Oficerski Orderu Odrodzenia Polski (za wybitne zasługi w służbie państwu i społeczeństwu, za osiągnięcia w działalności publicznej i zawodowej)[13][19]

Odznaczenia zagraniczne
- 2015 – Wielki Oficer Orderu Leopolda II, Belgia[6]
- 2016 – Krzyż Wielki Orderu Zasługi, Norwegia[6]
- 2017 – Komandor z Gwiazdą Orderu Lwa Finlandii, Finlandia[6]
- 2018 – Medal I stopnia Narodowej Rady Bezpieczeństwa i Obrony Ukrainy, Ukraina[6]
- 2019 – Order Gwiazdy Rumunii II klasy, Rumunia[20][21]
- 2019 – Wielki Krzyż Komandorski Orderu „Za zasługi dla Litwy”, Litwa[22]
- 2022 – Medal „Obrońca Ukrainy”, Ukraina[6]
- 2023 – Krzyż Uznania II klasy, Łotwa[23][24]
- 2025 – Order Krzyża Ziemi Maryjnej III klasy, Estonia[25]

Wyróżnienia
- 2007 – tytuł honorowego obywatela gminy Mszana Dolna[26]

## Życie prywatne
Jest żonaty, ma dwoje dzieci.